# 表面增强拉曼光谱

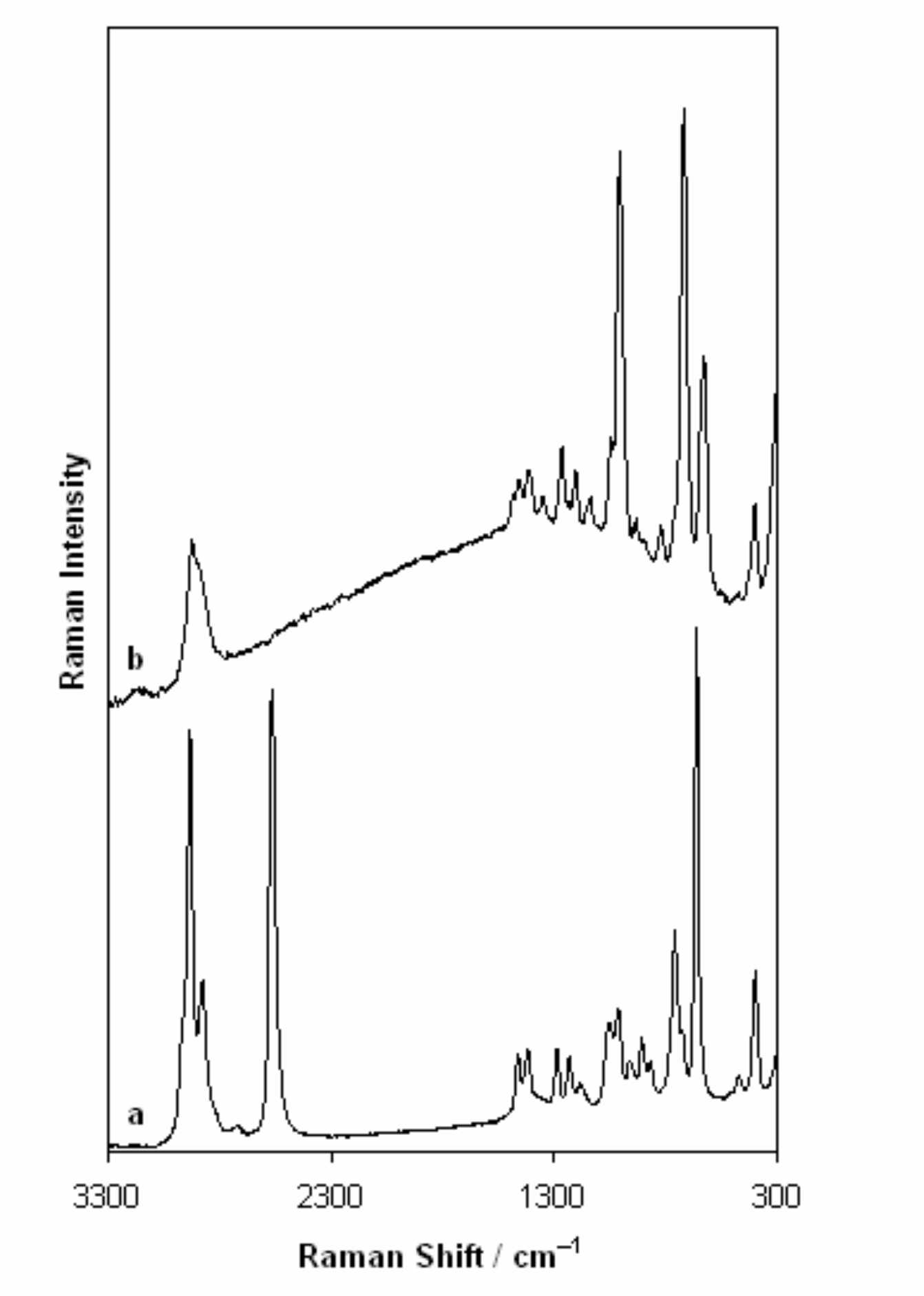

表面增强拉曼光谱（英語：Surface-enhanced Raman spectroscopy）或表面增强拉曼散射（英語：surface-enhanced Raman scattering (SERS)），是一种通过吸附在粗糙金属表面上的分子或等离子体磁性二氧化硅纳米管等纳米结构增强拉曼散射的表面敏感技术，其增强因子可高达{\displaystyle {10}^{10}-{10}^{11}}，这意味着该技术可以检测单个分子。

## 历史
1973年，英国南安普敦大学化学系的马丁·弗莱舍曼，帕特里克·J·亨德拉和A.詹姆斯·麦奎伦发现了吸附在电化学粗糙银上的吡啶的表面增强拉曼光谱。这篇论文被引用超过4000次。1977年，两个团队分别注意到散射物质的浓度无法解释增强信号，并且每个团队分别提出了一种增强信号的产生机理，这两种机理现在仍被接受。让马尔和凡·瓦拉赫提出是电磁效应，而阿尔布雷希和克赖顿提出是电荷转移效应。橡树岭国家实验室健康科学研究室的鲁弗斯·里奇，预测了表面等离子体的存在。

## 机理
表面增强拉曼光谱的确切机理仍然在争论中。有两种机理基本不同的理论，实验中仍无法准确地区分它们。电磁理论提出机理是局部表面等离子体的激发，而化学理论提出是电荷转移配合物的形成。化学理论仅适用于表面已形成化学键的物质，所以不能解释所有观察到的增强信号，而电磁理论可以应用于试样只是物理吸附在表面的情况下。最近的研究表明，当激发分子远离承载金属纳米颗粒的表面，导致表面等离子体现象时，表面增强拉曼现象也可以发生。这一观察有力支撑了表面增强拉曼光谱的电磁理论。2015年对表面增强拉曼光谱更强大的扩展技术——多相和多成分超灵敏表面增强拉曼散射（英語：Slippery Liquid-Infused Porous SERS (SLIPSERS)）的研究进一步支持了电磁理论。

### 電磁理論
當特定表面的電場加強時，物質吸附在該平面上的拉曼光譜的強度會增加。當一束光打至金屬表面，被擊中的金屬表面將會激發出電漿子。另外，只有當電漿子的震動方向與金屬表面垂直時才會發生拉曼散射；反之，拉曼散射不會發生。因此，表面增強拉曼光譜(SERS)實驗需要使用粗糙的金屬表面或者使用經過排列的纳米微粒(nano-particle)才能有效地加強拉曼光譜。

## 应用
银纳米棒制备的表面增强拉曼光谱的底物被用于检测低丰度的生物分子的存在，因此可以检测体液中的蛋白质。该技术已用于检测尿素和游离在人血清中的血浆标签，并且可以成为癌症检测和筛选下一代技术。表面增强拉曼光谱具有的分析纳米尺度混合物的组成的能力，使其应用于环境分析、药学、材料科学、艺术和考古研究、法医学、药物和爆炸物检测、食品质量分析和单藻类细胞的检测。表面增强拉曼光谱与等离子体传感结合，可用于生物分子相互作用的高灵敏度的定量检测。